# Гимназия № 44 (Ульяновск)
Гимназия № 44 им. В. Н. Деева — муниципальное бюджетное общеобразовательное учреждение Ульяновска. Основана в 1897 году.

## История
В 1897 году Симбирская земская управа открывает в слободе Часовня начальное смешанное училище в доме купца Крайнева. 
В 1914 году для школы построено типовое деревянное здание на 4-е классных комнаты.                                                                                                                        
Перед заполнением в 1954 году Куйбышевским водохранилищем слободу Нижняя Часовня, здание было перенесено на Верхнюю Часовню (ныне Заволжский район (Ульяновск)) и стала называться — 10-я семилетняя школа. 
В 1960 году школа была преобразована в среднюю школу № 44 с новым типовым каменным зданием по улице Московской (ныне снесена).
В 1965 году школе было присвоено имя её выпускника Героя Советского Союза Владимира Деева. 
В 1979 году школа была переведена в новое здание по ул. Оренбургская, 34 А. 
В 1990-е годы школа приобрела и переоборудовала здание детского сада под учебное, для начальной школы, с 1 по 4 классы (ул. Врача Михайлова, 36 А).
В 2004 году школа была преобразована в гимназию. 

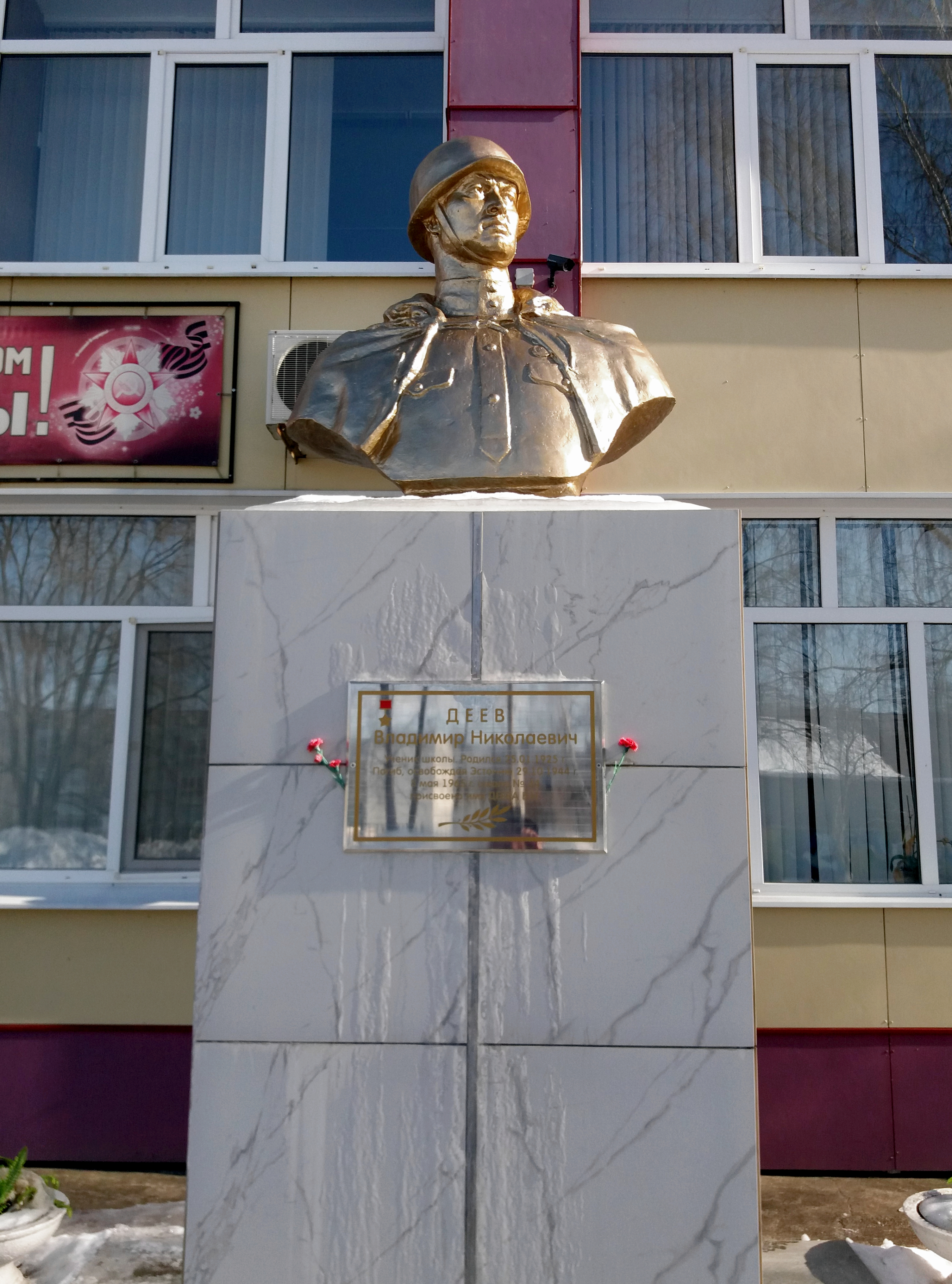
Памятник В. Дееву.

В 2010 году гимназия стала местом проведения Всероссийского фестиваля учительских клубов.

## Общая информация
В гимназии используется адаптивная модель обучения, предусматривающая наличие трёхуровневой учебной программы, классов коррекции и повышенного уровня обучения. В гимназии действует необычная система классов, включающая юридический, экономический и лицейский, с 1990 года введены модульные 30-минутные уроки (3 урока по 30 минут приравниваются к двум по 45 минут).                                                                                                                                                                                                          
Особое внимание уделяется оздоровительной деятельности, что даже нашло отражение в девизе школы, взятом из работ Руссо. При школе действуют тренажёрный зал, массажные кабинеты, комплекс для занятий лечебной физкультурой. В школе функционируют два музея, работает организация самоуправления. Приоритет в гимназии отдается воспитанию. За новаторские технологии в образовательном процессе гимназия получила Первую национальную премию «Здоровое поколение XXI века». В гимназии впервые в области была введена новая учебная дисциплина «Граждановедение», впоследствии ставшая региональным компонентом учебной программы.
С 2009 в гимназии действует специальный юридический класс, созданный при помощи УВД Ульяновска, для подготовки будущих милиционеров. Его ученики изучают в дополнение к основным предметам основы криминологии, нормативную базу, рукопашный бой, стрельбу.

## Достижения гимназии
* 1993, 1997 гг. — Школа года;
  * 2002 год — Лауреат Первой Национальной Премии «Здоровое поколение XXI века»;
  * 2001 год — Дипломант I степени I Всероссийского конкурса воспитательных систем образовательных учреждений в номинации «Образовательная школа»;
  * 2004 год — 1 место в областном конкурсе «Школа — территория здоровья»;
  * 2004 год — Лауреат Всероссийского конкурса «Школа — территория здоровья»;
  * 2004 год — 1 место в областном конкурсе моделей ученического самоуправления общеобразовательных учреждений;
  * 2004 год — Лауреат Первого Всероссийского конкурса моделей ученического самоуправления общеобразовательных учреждений;
  * Май 2004 года — школе присвоен статус гимназии;
  * 2005 год — Лучшая школа года;
  * 2006 год — Победитель конкурса Приоритетного Национального Проекта "Образования";
  * 2008 год — Победитель конкурса общеобразовательных учреждений, активно внедряющих инновационные образовательные программы;
  * 2010 год — победитель конкурса общеобразовательных учреждений Ульяновской области, реализующих инновационные образовательные
  программы в номинации «Лучшая школа — центр патриотического воспитания»;
  * 2011 год — Победитель конкурса общеобразовательных учреждений Ульяновской области, реализующих инновационные образовательные программы в номинации «Здоровье школьников»;
  * 2011 год — призер областного конкурса муниципальных общеобразовательных учреждений «Школа — ресурсный центр»;
  * 2014 год — лауреат конкурса «100 лучших школ России»;
  * 2016 год — лауреат конкурса «100 лучших школ России».
* 2024 год — гимназия № 44 вошла в региональный перечень образовательных организаций «ТОП-25 лучших школ Ульяновской области».

## Преподавательский состав
- Директор гимназии — Лидия Сергеевна Жуковская-Латышева, Заслуженный учитель РФ, кавалер ордена Почёта и общественной награды «Орден Екатерины Великой I степени», орден «За заслуги перед Отечеством»II степени (2014)[7], почётный гражданин Ульяновской области[3][8][9][10].
- В гимназии преподавал Народный учитель Российской Федерации Юрий Иванович Латышев[1][3], автор книги «Алгебра гуманной педагогики: о себе, учениках и учительском кредо», изданной при поддержке председателя комитета Госдумы РФ по образованию Григория Балыхина [11].
- Среди педагогов гимназии в 2010 году было семь лауреатов президентского гранта в рамках Приоритетного национального проекта «Образование»

## Известные выпускники
- Деев Владимир Николаевич — Герой Советского Союза, с 1938 года жил на Нижней Часовне и начинал учиться в школе № 10, будущая гимназия[12].
- Чехова Алёна Антоновна — российская актриса театра, кино и телевидения, окончила гимназию с золотой медалью[13][14].
- Михайлов Максим Игоревич — старший лейтенант ВС РФ. Герой Российской Федерации[15][16][17][18].

## Галерея

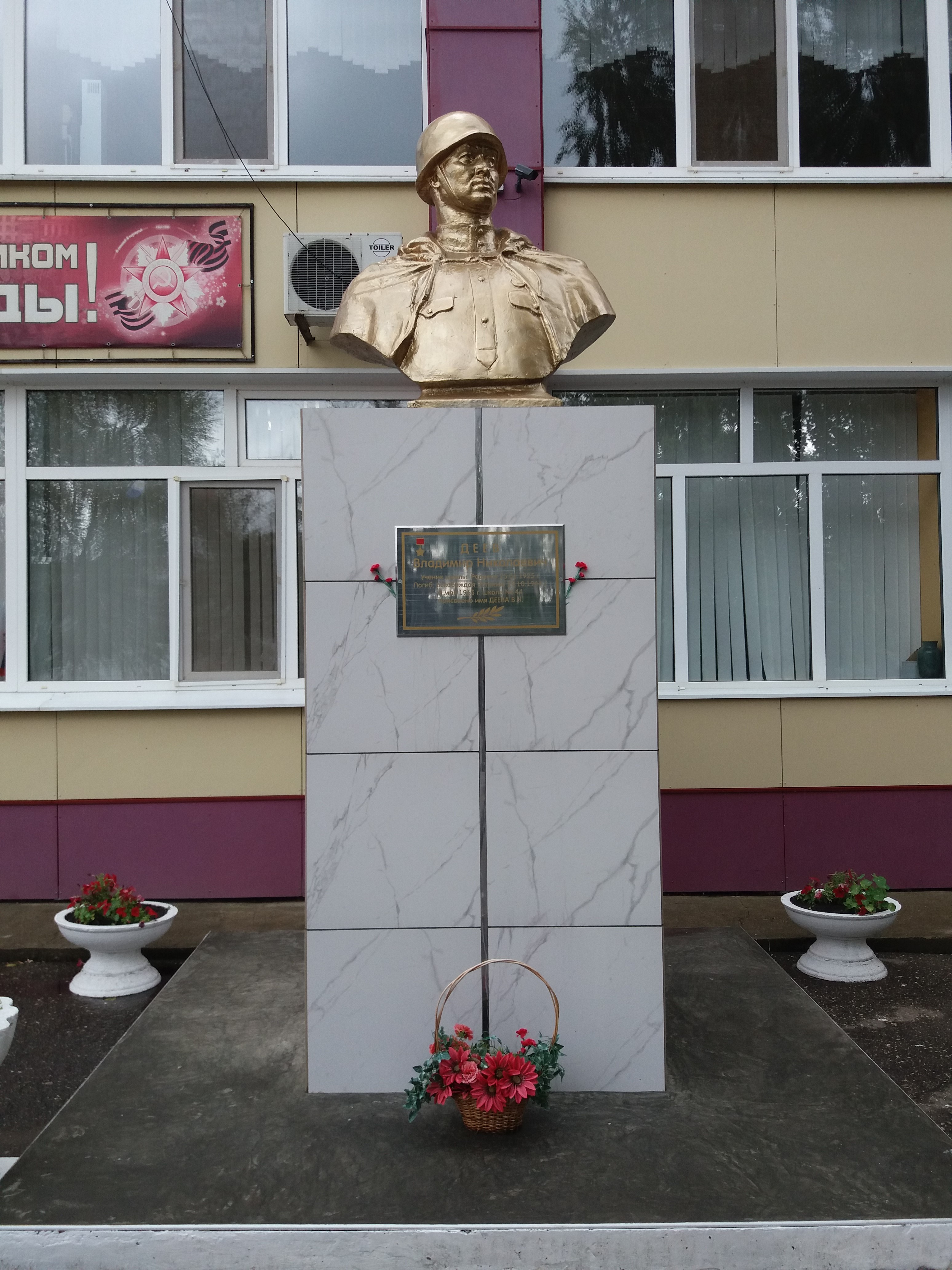
Памятник В. Дееву.
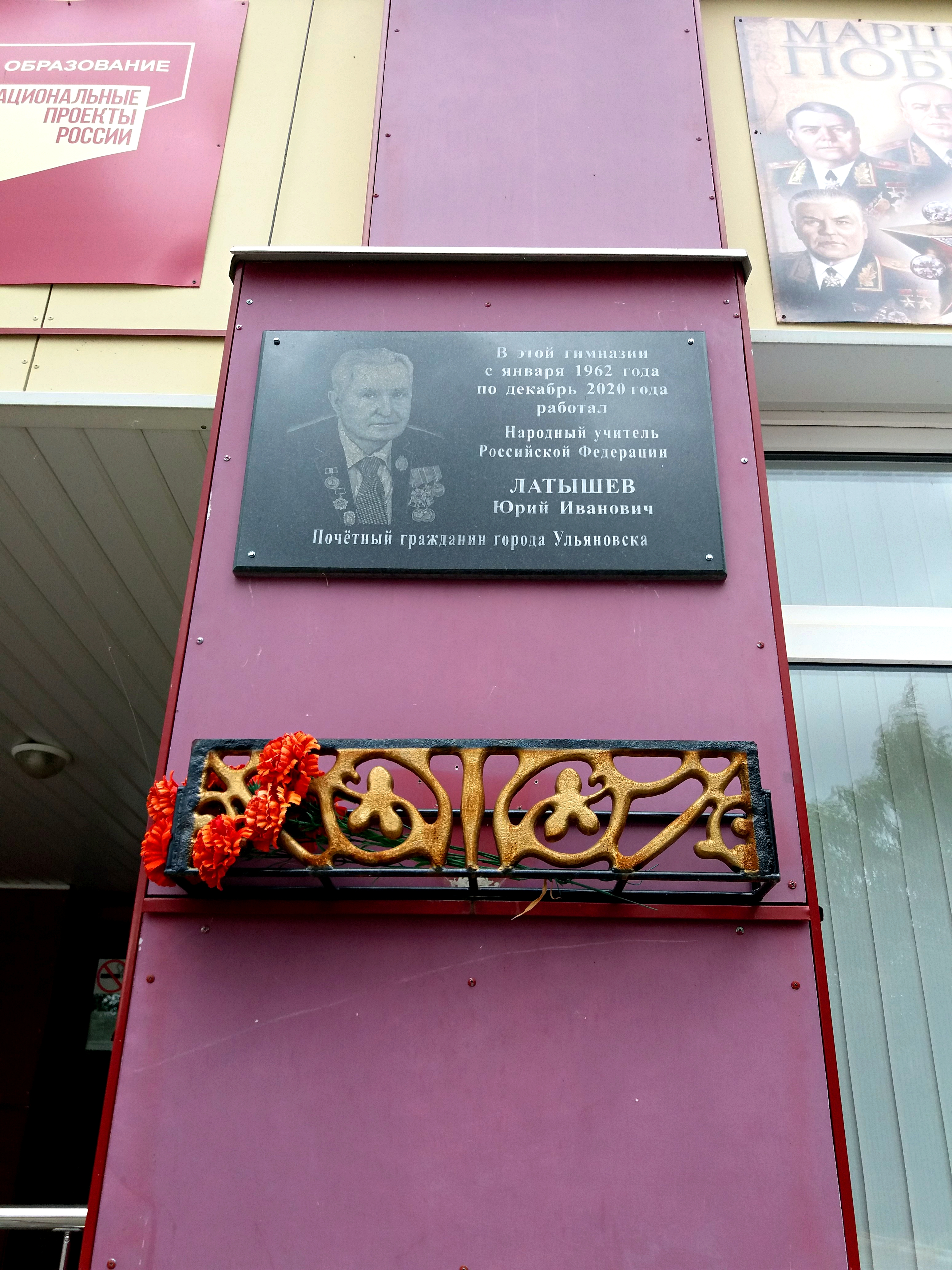
Мемориальная доска Ю. И. Латышеву.
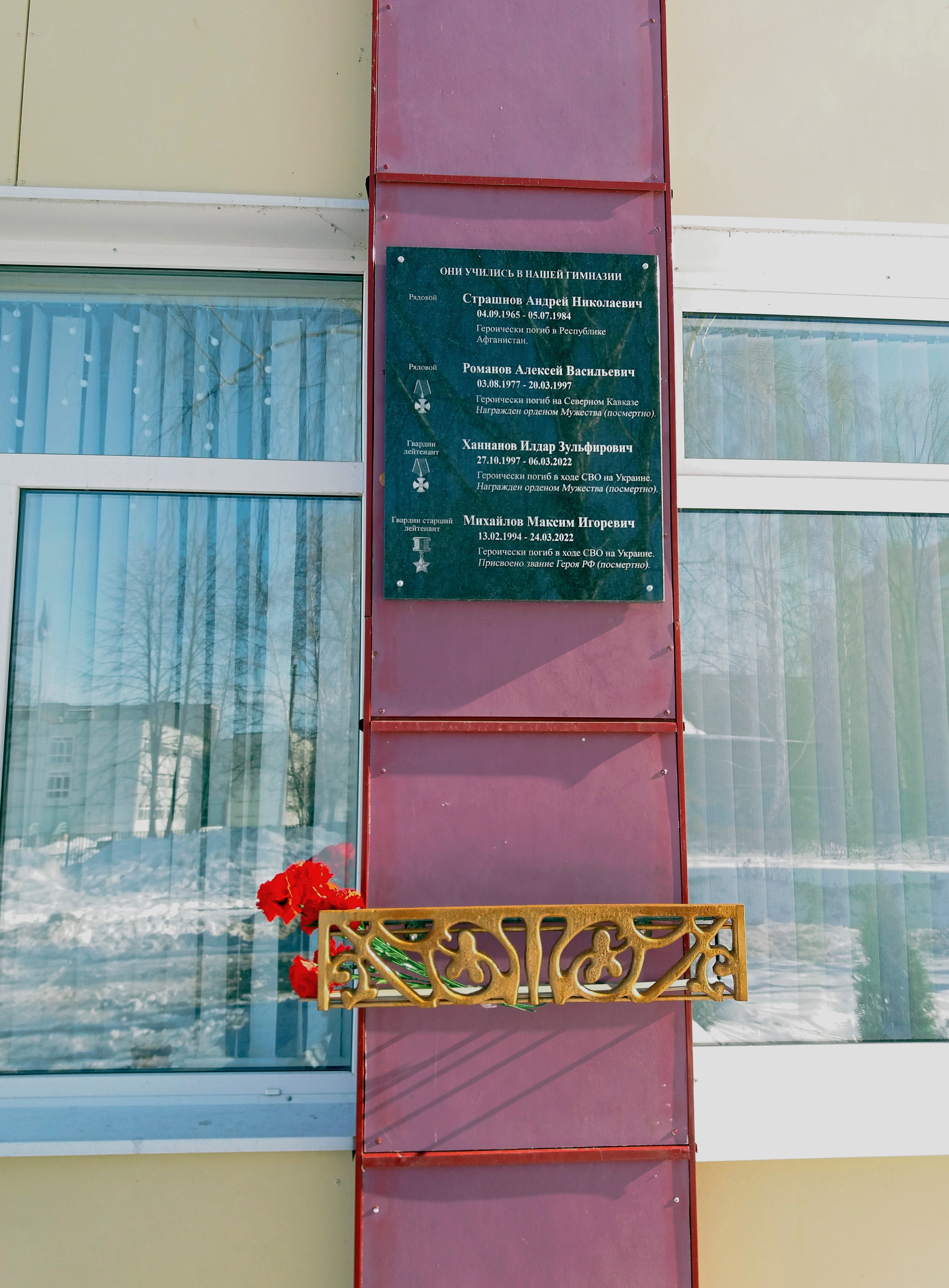
Мемориальная доска.
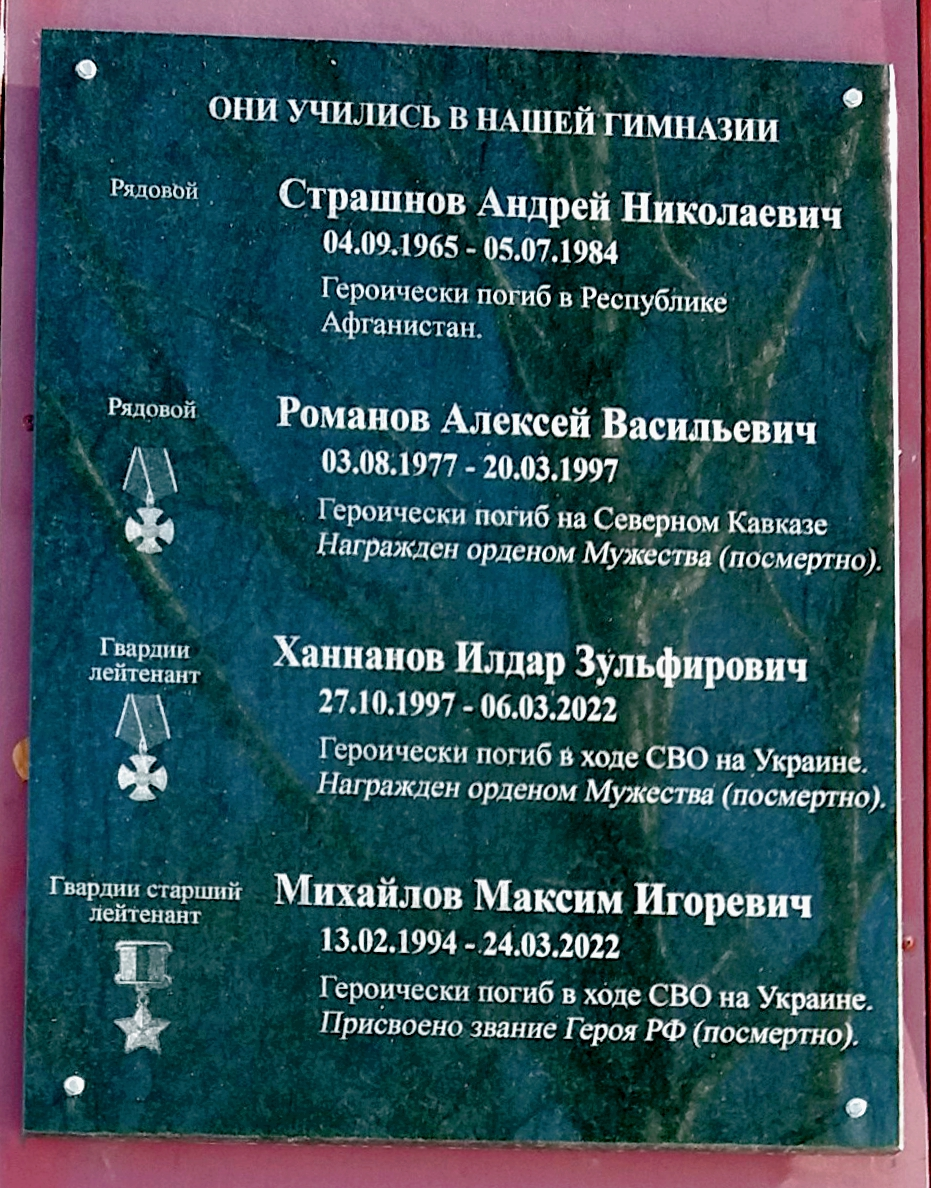
Мемориальная доска.
Аншлаг- Я люблю Гимназию № 44.
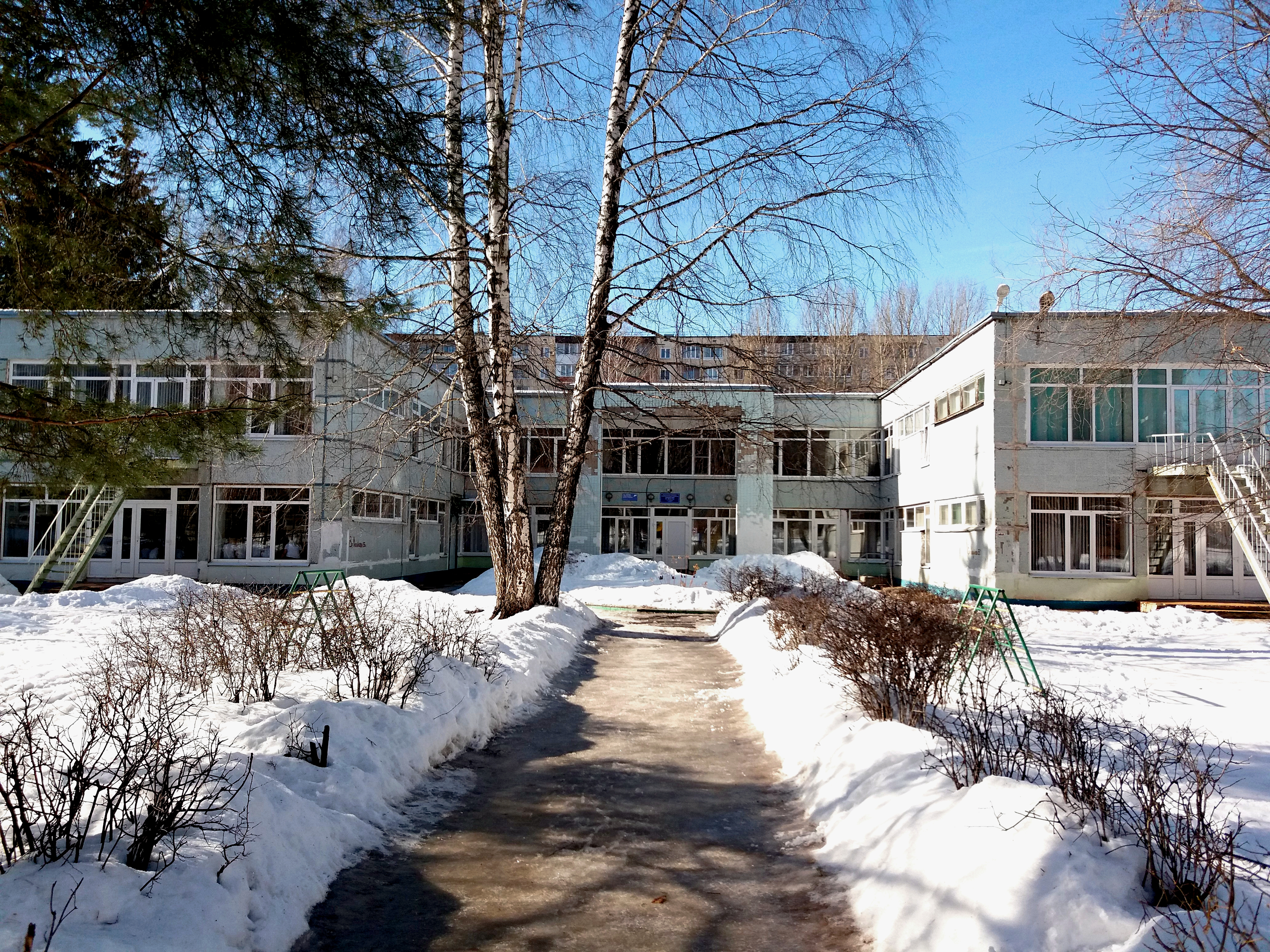
Начальная школа № 44, с 1 по 4 классы.